# Ur (Pyrénées-Orientales)
Ur település Franciaországban, Pyrénées-Orientales megyében. Lakosainak száma 366 fő (2022. január 1.). Ur Llívia, Puigcerdà, Bourg-Madame, Enveitg, Dorres és Angoustrine-Villeneuve-des-Escaldes községekkel határos.

## Népesség
A település népessége az elmúlt években az alábbi módon változott:
| Lakosok száma | 349  | 358  | 370  | 363  | 365  | 359  | 353  | 348  | 366  |
|               | 2013 | 2015 | 2016 | 2017 | 2018 | 2019 | 2020 | 2021 | 2022 |